# Негушени (Бакау)
Негушени (рум. Negușeni) насеље је у Румунији у округу Бакау у општини Рошиори. Oпштина се налази на надморској висини од 222 m.

## Становништво
Према подацима из 2002. године у насељу је живело 79 становника, од којих су сви румунске националности.